# Förrän mänskostämmor hördes
Förrän mänskostämmor hördes är en tysk psalm skriven av Johann Andreas Cramer. Den översattes till svenska av Johan Olof Wallin.

## Publicerad som
- Den svenska psalmboken 1819 som nummer 34 under rubriken "Skapelsen och försynen: De förnämsta skapade varelserna - Änglarna".
- Den svenska psalmboken 1937 som nummer 141 under rubriken "Kyrkans högtider: Den helige Mikaels dag".